# Robert Aberdeen
Robert Haney Berdeen (* 6. August in Arlington, Virginia) ist ein US-amerikanischer Schauspieler.

## Leben
Aberdeen wurde in Arlington im US-Bundesstaat Virginia geboren. Er ist Absolvent des John Jay College of Criminal Justice und verfügt über Sprachkenntnisse in Französisch und Spanisch. Ab Mitte der 1970er Jahre folgten erste Rollen als Film- und Fernsehschauspieler. 1975 spielte er im Film Saturday Night at the Baths mit. Zwei Jahre später stellte er in zwei Episoden der Miniserie Die Diamanten des Präsidenten einen Reporter dar. Von 1979 bis 1980 stellte er die wiederkehrende Rolle des Greg Keyes in der Fernsehserie Love of Life dar. Nach 1982 war er erst wieder 2007 in einer Filmproduktion zu sehen. So erhielt er Rollen in den Filmen Der Klang des Herzens und Let Them Chirp Awhile. 2013 spielte er im Film Der Butler die Rolle des Herbert Brownell, im selben Jahr war er im Fernsehfilm Ghost Shark – Die Legende lebt als ein Museumskurator zu sehen. 2014 spielte er in der Horrorfilmproduktion Devil’s Due – Teufelsbrut als zwielichtiger Arzt Dr. Dylan, der Teil einer Sekte ist, mit. Im selben Jahr erhielt er eine Episodenrolle in der Fernsehserie Drop Dead Diva. 2023 wirkte er als schottischer Priester in zwei Episoden der Fernsehserie Mayfair Witches mit.
Er ist außerdem als Theaterschauspieler am Broadway tätig.

## Filmografie (Auswahl)
- 1975: Saturday Night at the Baths
- 1977: Die Diamanten des Präsidenten (Les diamants du président, Miniserie, 2 Episoden)
- 1978: Black Terrorist
- 1979: Es führt kein Weg zurück (You Can’t Go Home Again, Fernsehfilm)
- 1979–1980: Love of Life (Fernsehserie, 5 Episoden)
- 1981: Macbeth
- 1982: The Greatest American Hero (Fernsehserie, Episode 3x04)
- 2007: Der Klang des Herzens (August Rush)
- 2007: Let Them Chirp Awhile
- 2008: Calling It Quits
- 2013: Der Butler (The Butler)
- 2013: Ghost Shark – Die Legende lebt (Ghost Shark, Fernsehfilm)
- 2014: Devil’s Due – Teufelsbrut (Devil’s Due)
- 2014: Drop Dead Diva (Fernsehserie, Episode 6x03)
- 2015: Die Entführung von Bus 657 (Heist)
- 2017: Camera Obscura
- 2018: Preacher (Fernsehserie, Episode 3x07)
- 2019: Final Callback (Kurzfilm)
- 2019: Hot Date (Fernsehserie, Episode 2x05)
- 2022: MK Ultra
- 2023: Mayfair Witches (Fernsehserie, 2 Episoden)
- 2024: Nickel Boys